# Eoneu meotjin nal
Eoneu meotjin nal (hangeul: 어느 멋진 날, lett. Un bel giorno; titolo internazionale One Fine Day) è una serie televisiva sudcoreana trasmessa su MBC dal 31 maggio al 20 luglio 2006, tratta dal manga Eden no hana di Yuki Suetsugu.

## Trama
Pur non condividendo lo stesso sangue, Seo Gun e Seo Ha-neul sono legalmente fratelli dopo il matrimonio tra il padre di Gun e la madre di Ha-neul. Tuttavia, dopo la morte dei genitori, i due fratelli vengono mandati in un orfanotrofio e separati brutalmente venendo adottati in famiglie diverse. In Corea, Ha-neul riceve un nuovo nome, Park Hae-won, e cresce in una famiglia tanto ricca e affettuosa quanto soffocante. La madre adottiva la tratta come la propria figlia deceduta, mentre il fratello adottivo Park Tae-won è ossessionato da lei. In Australia, invece, Gun vive in miseria con il padre adottivo Goo Kyung-taek e la sorella Goo Hyo-joo, e diventa un gangster di bassa lega dedito a risse e truffe.
Quando apprende che Ha-neul è stata adottata da una famiglia ricca e vive nel lusso, Gun torna in Corea con l'intenzione di truffarla e spillarle dei soldi. Viene seguito da Hyo-joo, che si è presa una cotta per lui. Intanto, Ha-neul cerca di sfuggire ai genitori adottivi e al fratello. Lavora segretamente in un acquario e si scontra continuamente con il curatore, Kang Dong-ha, a cui inizia a piacere. Quando, dopo quindici anni di separazione, Gun e Ha-neul si rincontrano, la ragazza inizia a sperare che il fratello sia venuto per portarla via come aveva promesso. Gun inizialmente vuole solo sottrarle dei soldi, ma non può fare a meno di preoccuparsi per lei e proteggerla. I due si avvicinano e il loro rapporto si fa più complicato, quando si accorgono che i sentimenti reciproci si sono tramutati in qualcosa che trascende l'affetto tra fratello e sorella.

## Personaggi
- Seo Gun, interpretato da Gong Yoo
- Seo Ha-neul/Park Hae-won, interpretata Sung Yu-ri e Seo Ji-hee (da giovane)
- Kang Dong-ha, interpretato da Namgung Min
- Goo Hyo-joo, interpretata da Lee Yeon-hee

### Personaggi secondari
- Goo Sung-chan/James, interpretato da Kang Sung-jin
Amico di Gun.
- Goo Kyung-taek, interpretato da Lee Ki-yeol
Padre adottivo di Gun.
- Park Jin-kwon, interpretato da Jung Dong-hwan
Padre adottivo di Ha-neul.
- Ji Soo-hyun, interpretata da Sunwoo Eun-sook
Madre adottiva di Ha-neul.
- Park Tae-won, interpretato da Yoo Ha-joon
Fratello adottivo di Ha-neul.
- Kim Mal-ja, interpretata da Ahn Yeon-hong
Amica di Ha-neul.
- Choi Sun-kyung, interpretata da Lee Eon-jeong
Amica di Ha-neul.
- Lee Jeong-ho
- Yoon Yong-hyun
- Woo Hee-jin

## Colonna sonora
1. Even Though We Love Each Other (우리 사랑하지만) – My Aunt Mary
2. One Fine Day I (Inst.)
3. If Only I Have You (Drama Ver.) (그대만 있다면 (Drama Ver.)) – Loveholic
4. Perhaps It's Tears (눈물이겠죠) – Jang Hye-jin
5. One Fine Day II (Inst.)
6. A Good Reason (이유) – Lee Seung-yeol
7. 세상에서 제일 큰 어항 (Inst.)
8. I Love You... Just Enough (사랑해... 사랑할 수 없을 만큼) – Jung Jae-wook
9. Cactus (선인장) – Taewan
10. 세상에서 제일 작은 바다 (Inst.)
11. True Love (Inst.)
12. If Only I Have You (Drama Ver.) (Inst.) (그대만 있다면 (Drama Ver.) (Inst.))
13. Perhaps It's Tears (Inst.) (눈물이겠죠 (Inst.))
14. One Fine Day III (Inst.)

## Riconoscimenti
| Anno | Premio           | Categoria                            | Ricevente  | Risultato       |
| ---- | ---------------- | ------------------------------------ | ---------- | --------------- |
| 2006 | MBC Drama Awards | Special Acting Award in a Miniseries | Gong Yoo   | Vincitore/trice |
| 2006 | MBC Drama Awards | Special Acting Award in a Miniseries | Sung Yu-ri | Vincitore/trice |